# JACKS OR BETTER
JACKS OR BETTER（ジャックスオアベター）はビデオポーカーのゲームのひとつ。

## 概略
このゲームはトランプ1組52枚、ジョーカー不使用でカードのチェンジが1回のみ可能である。
標準的なポーカーでありジャック以上のワンペアであれば配当があるため、初心者から熟練者まで幅広く人気がある。
日本では主にシグマ(後のKeyHolder)などがメダルゲームとして製作・販売しており、大抵のゲームセンターでプレイすることができる。
またプログレッシブ機能を搭載している場合MAXBETし一定以上の役が成立すると、プログレッシブ配当を獲得できる。配当は誰かが役を獲得するまで上昇し続け、獲得すると初期設定値に戻る。

## 役と配当
以下はシグマ社製のものでデフォルトの設定での配当。プログレッシブ機能搭載でMAXBET(5枚)の場合は以下の通り。
| 役                   | 配当  | MAXBET時の配当          |
| -------------------- | ----- | ----------------------- |
| ロイヤルフラッシュ   | 500倍 | 2500枚+MAXBET毎に0.05枚 |
| ストレートフラッシュ | 100倍 | 500枚+0.05枚            |
| フォーオブアカインド | 20倍  | 100枚+0.25枚            |
| フルハウス           | 8倍   | 40枚+0.30枚             |
| フラッシュ           | 5倍   | 25枚+0.25枚             |
| ストレート           | 4倍   | 20枚                    |
| スリーオブアカインド | 3倍   | 15枚                    |
| ツーペア             | 2倍   | 10枚                    |
| ジャックスオアベター | 1倍   | 5枚                     |